# Patrik Reichl
Patrik Reichl (* 4. října 1976 Hrušovany nad Jevišovkou) je český manažer, v letech 2019 až 2022 generální ředitel agentury CzechInvest, od roku 2018 zastupitel města Hrušovany nad Jevišovkou.

## Život
V letech 1995 až 2000 vystudoval Fakultu managementu Vysoké školy ekonomické v Praze (získal titul Ing.) a následně v letech 2009 až 2012 pak Brno International Business School (získal titul MBA).
V CzechInvestu působí od roku 2005. Nejprve jako ředitel její jihomoravské kanceláře, později jako ředitel Divize regionů a mezi lety 2010 a 2012 jako náměstek generálního ředitele pro podporu podnikatelského prostředí.
Na začátku července 2019 se stal generálním ředitelem agentury CzechInvest, a to po Silvaně Jirotkové. Agentura pro podporu podnikání a investic CzechInvest je státní příspěvkovou organizací Ministerstva průmyslu a obchodu. Jejím cílem je rozvíjet inovace a investice s potenciálem globálního úspěchu a regionálním dopadem. Podporuje investory s vyšší přidanou hodnotou, municipality, velké, malé i střední podniky a startupy.
Na post ředitele agentury CzechInvest rezignoval ke konci dubna 2022. Jeho dočasným nástupcem se stal náměstek ministra průmyslu a obchodu ČR Petr Očko.
Na konci roku 2021 byl jedním z kandidátů hnutí STAN na post ministra průmyslu a obchodu ČR, když se nominace musel vzdát Věslav Michalik. Na jaře 2022 přijal nabídku stát se zakládajícím ředitelem nové agentury pro inovace ve veřejné správě, kterou zřizuje Jihomoravský kraj. Od května 2022 tak vede Jihomoravskou agenturu pro veřejné inovace JINAG, která byla založena Jihomoravským krajem, Masarykovou Univerzitou, Mendelovou Univerzitou a Vysokým učením technickým v Brně. 
V komunálních volbách v roce 2014 kandidoval jako nezávislý za subjekt „Sdružení pro děti, mládež a proti hazardu“ (tj. ODS a nezávislí kandidáti) do Zastupitelstva  města Hrušovany nad Jevišovkou, ale skončil jako první náhradník. Zvolen byl až ve volbách v roce 2018, kdy jako nezávislý vedl kandidátku subjektu „SPOLEČNĚ PRO HRUŠOVANY“. Ve volbách v roce 2022 mandát obhájil, jako nezávislý opět vedl kandidátku subjektu „SPOLEČNĚ PRO HRUŠOVANY 2022“.
Patrik Reichl je ženatý, s manželkou Janou má tři syny.